# Bard (album)
Bard – drugi solowy album polskiego rapera Lukasyno, którego premiera odbyła się 25 lipca 2014 roku. Wydawnictwo ukazało się nakładem Persona NON Grata.
Gościnnie na płycie pojawili się: Kali, Peja, Pih, Sobota, Nizioł, Zeus, Juras, Egon, Kriso, Ziomek, Kfartet, Julianna, Justyna Porzezińska, Południce.
Album zadebiutował na 2. miejscu krajowej listy notowań OLiS i osiągnął status złotej płyty.

## Lista utworów
Źródło.
1. "Bard" (produkcja: Psr, śpiew: Julianna Dorosz)
2. "Znamię Kaina" (produkcja: Psr, gościnnie: Pih)
3. "Kielich bez dna" (produkcja: Tymek, Ayon)
4. "Czarne ptaki historii" (produkcja: Ayon, gitara: Bynio, pianino: Marek Kubik)
5. "Rynsztok" (produkcja: Ayon, pianino: Marek Kubik, gościnnie: Peja, Kali)
6. "Trzy królowe" (produkcja: Ayon, Marek Kubik, śpiew: Kfartet)
7. "Zabierz mnie tam" (produkcja: Tymek, Ayon, śpiew: Południce)
8. "W imię ojca" (produkcja: Ayon gitara: Bynio, śpiew: Justyna Porzezińska)
9. "Oparty o ścianę" (produkcja: Marek Kubik, akordeon: Marcin Nagnajewicz)
10. "Wczoraj jak dziś" (produkcja: Ayon, pianino: Marek Kubik, gościnnie: Juras, Zeus)
11. "Nie zawróciłbym" (produkcja: Kriso, instrumenty klawiszowe: Marek Kubik)
12. "Amor Patriae Nostra Lex" (produkcja: Radek O, Ayon, pianino: Marek Kubik)
13. "Męski świat" (produkcja: Ayon, gitara: Bynio, śpiew: Kfartet)
14. "Koneksja non profit" (produkcja: Kriso, gościnnie: Egon, Ziomek, Kriso)
15. "Złoty strzał" (produkcja: Ayon, gościnnie: Sobota, Nizioł)
16. "Dom jest tam gdzie sny" (produkcja: Ayon, śpiew: Kfartet, Julianna Dorosz)
17. "Los emigranta" (produkcja: Marek Kubik, Ayon, skrzydłówka: Maciej Mucha)